# 下倫卡切爾尼鄉
下倫卡切爾尼鄉（羅馬尼亞語：Comuna Lunca Cernii de Jos, Hunedoara），是位於羅馬尼亞西部的鄉份，由胡內多阿拉縣負責管轄，面積152平方公里，海拔高度693米，2007年人口931，人口密度每平方公里6人。